# Raphael Statt
Raphael Statt OCist (* 1958 in Kleinmachnow, DDR als Wilfried Statt) ist ein deutscher Mönch und Bildhauer.

## Leben
Wilfried Statt wuchs in Teltow auf und erlernte von 1975 bis 1977 den Beruf des Stuckateurs. Von 1981 bis 1986 studierte er an der Kunsthochschule Berlin-Weißensee Bildhauerei und schloss mit dem Diplom ab. Eine anschließende Aspirantur an derselben Hochschule beendete er 1989 mit dem Magistergrad. Von 1988 bis 1990 hatte er zudem einen Lehrauftrag an der Kunsthochschule.
Seit 1989 lebte und arbeitete er als freischaffender Künstler in Stahnsdorf. Er war bis 1990 Mitglied des Verbands Bildender Künstler der DDR und 1987/88 auf der X. Kunstausstellung der DDR vertreten.
Neben dem Entwurf für die letzte Gedenkmünze der DDR schuf er eine große Zahl von Werken, auch für den öffentlichen Raum. Hierzu gehört etwa die Gestaltung einer Brunnenanlage auf dem Markt in Teltow oder das Otto-Lilienthal-Denkmal zwischen Derwitz und Krielow. Von 1991 bis 2003 hatte er einen Lehrauftrag an der Kunstschule Potsdam. 2004 wurde er in die Kommission für sakrale Kunst und kirchliches Bauen im Erzbistum Berlin berufen.
Im Jahr 2005 trat er in die Zisterzienserabtei Heiligenkreuz bei Wien ein und nahm den Ordensnamen Raphael an. Die Feierliche Profess legte er im September 2009 ab.
Nach dem Noviziat wurde er auf Wunsch des damaligen Abtes Gregor Henckel-Donnersmarck erneut künstlerisch tätig. Im Oktober 2015 wurde im Eingangsbereich der Philosophisch-Theologischen Hochschule Benedikt XVI. eine lebensgroße Bronzestatue Papst Benedikts XVI. enthüllt.
Raphael Statt gehörte zu den Mönchen, die unter dem Namen The Cistercian Monks of Stift Heiligenkreuz ab 2008 als Choralschola mit Aufnahmen gregorianischer Gesänge vordere Platzierungen in den Musikcharts erreichten.

## Werke (Auswahl)

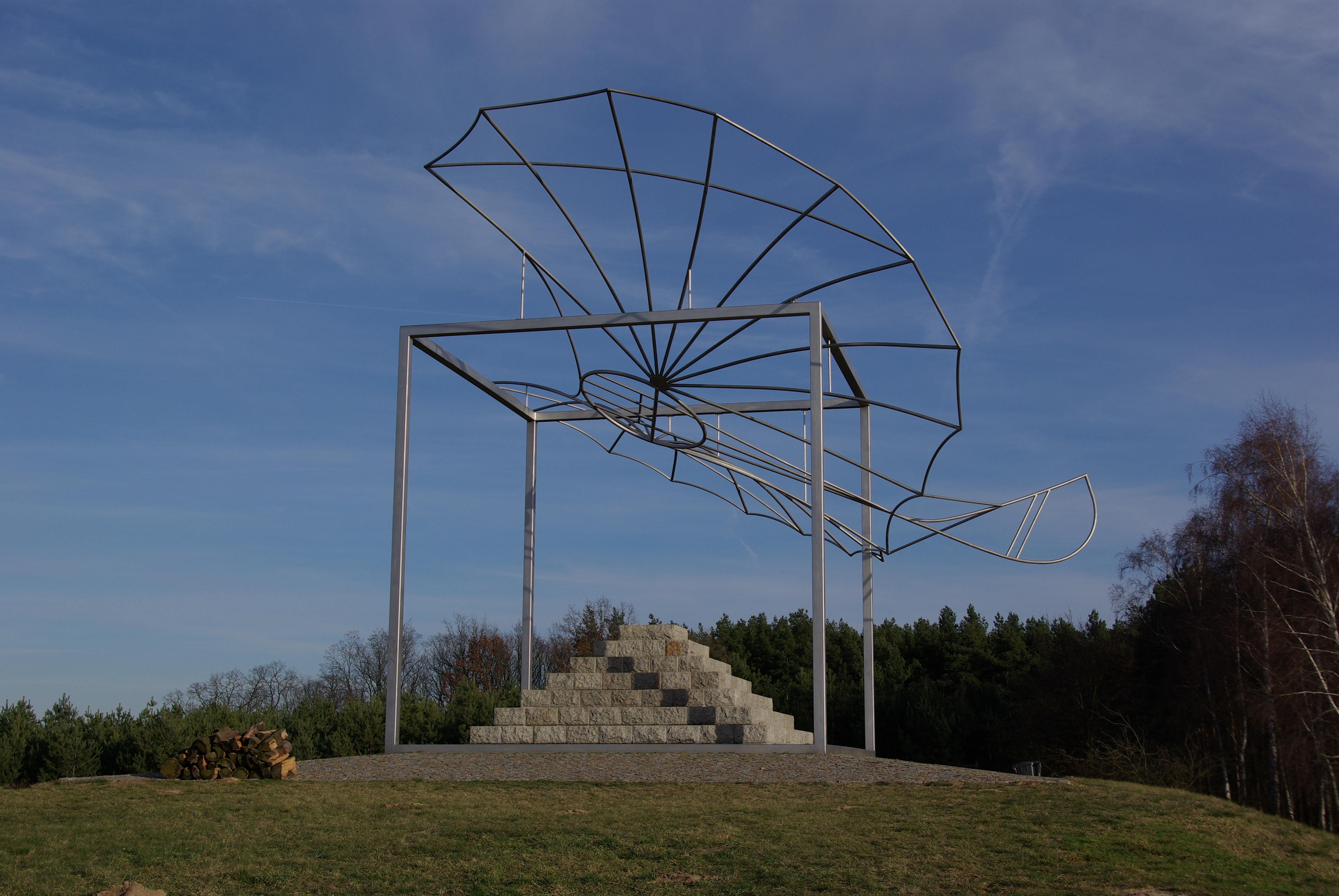
Lilienthal-Denkmal bei Derwitz

### Bis 2005
- Entwurf 20 Mark-Gedenkmünze der DDR zum 275. Todestag Andreas Schlüters (1989)[2]
- Lilienthal-Denkmal bei Derwitz (1991 eingeweiht)[3]
- Brunnen und Bänke auf dem Marktplatz in Teltow (1998/99)[3]
- Figurengruppe Katzenmusik (1999, Bergholz-Rehbrücke, Kindertagesstätte Anne Frank; mit Christa Panzner)
- Gedenkstein Den Opfern der deutschen Teilung 1949–1989 in Kleinmachnow (2001)[4]
- Gestaltung der Ewaldi-Kapelle in Duisburg-Laar (2001–2003)
- begehbare Wasserspielskulpturen für zwei Kitas in Kleinmachnow (2002/03, Kinderkunstprojekt und Ausführung)[5][3]
- Prospektentwurf und Gestaltung der Fleiter–Orgel für die katholische Heilig-Kreuz-Kirche in Berlin–Hohenschönhausen (2004)[6]
- Tabernakel der St.-Martin-Kirche (Berlin-Märkisches Viertel) (2004)[7]

### Nach dem Ordenseintritt

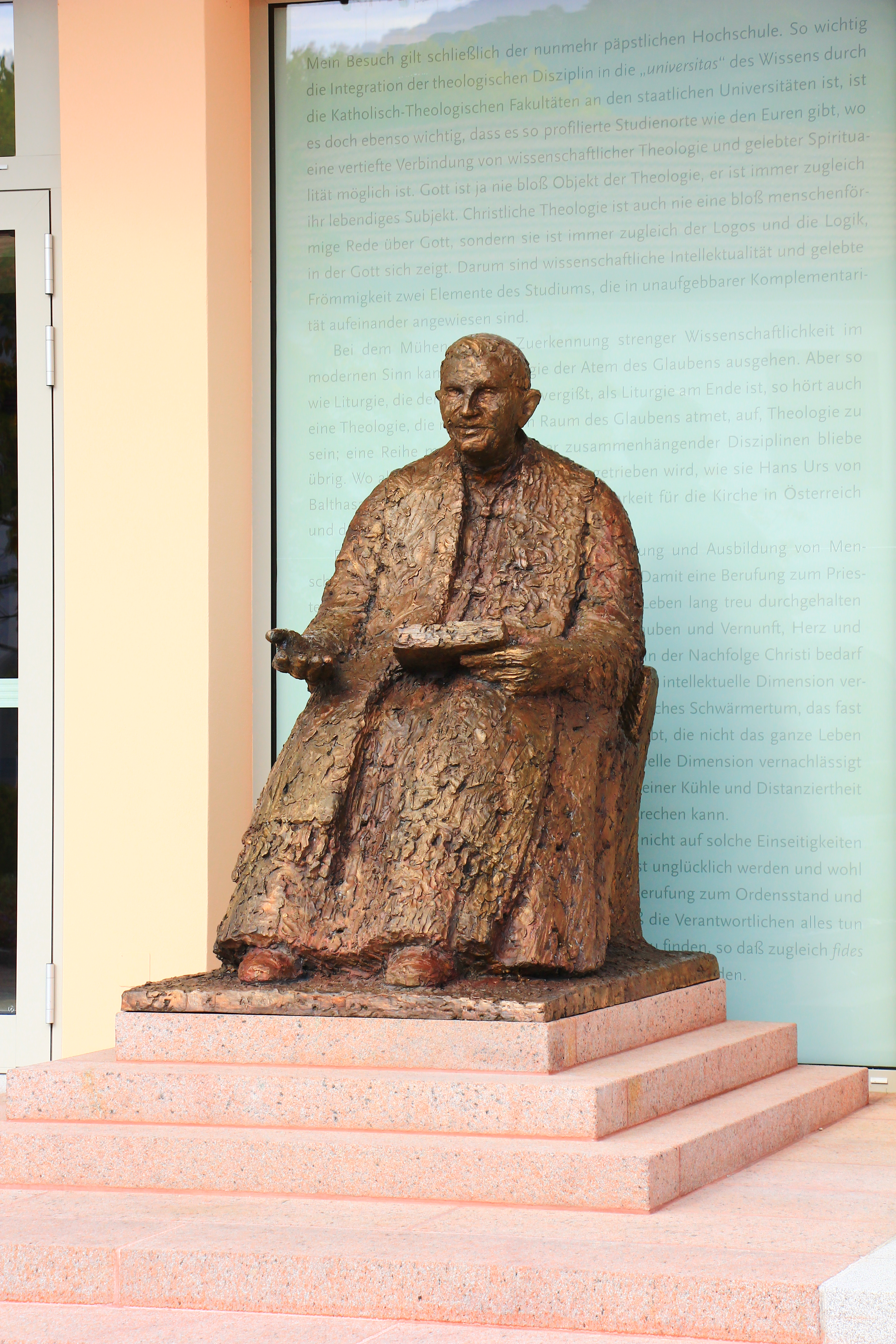
Statue von Papst Benedikt XVI. in Heiligenkreuz

- Glasfenster und Chorgestühl für das Kloster Stiepel (2006/07)[8]
- Glasfenster sel. Otto von Freising, Gastgeschenk für Papst Benedikt XVI. beim Besuch im Stift (2007)[6][3]
- Ring und Pektorale für Abt Gregor Henckel-Donnersmarck (2009)[6]
- Relief-Triptychon für die Ölberg-Kapelle des Kreuzwegs in Heiligenkreuz (2010)[6]
- Verkündigungskapelle im Pfarrzentrum Trumau (2010)[9][10]
- Glaswand Himmlisches Jerusalem, Vorlesungssaal „Ottonianum“ der Hochschule Heiligenkreuz (2015)[11]
- Bronzestatue Papst Benedikt XVI. für die Philosophisch-Theologische Hochschule in Heiligenkreuz (2015)[12]
- Glasfassade – Musikheim Heiligenkreuz (2018)[13][14]
- Glasfenster im Kurhaus Marienkron (2019)[15]
- Friedensengel für das Stift Admont (2024)[16]